# Мандельё-ла-Напуль
Мандельё-ла-Напуль (фр. Mandelieu-la-Napoule) — коммуна на юго-востоке Франции в регионе Прованс — Альпы — Лазурный берег, департамент Приморские Альпы, округ Грас, административный центр кантона Мандельё-ла-Напуль. До марта 2015 года коммуна являлась административным центром упразднённого кантона Западные Мандельё-Канны. Мэр коммуны —Себастьян Лерой, мандат действует на протяжении 2020—2023 гг.
В коммуне находится исторический памятник замок Напуль. Мандельё-ла-Напуль называют столицей мимозы.
Площадь коммуны — 31,37 км², население — 20 850 человек (2006) с выраженной тенденцией к росту: 22 360 человек(2015г.)
плотность населения — 724,1 чел/км².

## Географическое положение
Коммуна Мандельё-ла-Напуль находится на Лазурном берегу Франции, западнее Канн. Высота над уровнем моря изменяется от 0 до 486 метров.

## Население
Население коммуны в 2011 году составляло 22 004 человека, а в 2012 году — 22 714 человек.
| 1962 | 1968 | 1975 | 1982  | 1990  | 1999  | 2006  | 2011  | 2012  |
| ---- | ---- | ---- | ----- | ----- | ----- | ----- | ----- | ----- |
| 3981 | 6124 | 9535 | 14283 | 16493 | 17870 | 20850 | 22004 | 22714 |

Динамика численности населения:

## Экономика
В 2010 году из 13 276 человек трудоспособного возраста (от 15 до 64 лет) 10 090 были экономически активными, 3186 — неактивными (показатель активности 76,0 %, в 1999 году — 71,5 %). Из 10 090 активных трудоспособных жителей работали 8976 человек (4565 мужчин и 4411 женщин), 1114 числились безработными (500 мужчин и 614 женщин). Среди 3186 трудоспособных неактивных граждан 962 были учениками либо студентами, 1178 — пенсионерами, а ещё 1046 — были неактивны в силу других причин.
На протяжении 2010 года в коммуне числилось 11 829 облагаемых налогом домохозяйств, в которых проживало 20 471,5 человек. При этом медиана доходов составила 21 тысяча 025 евро на одного налогоплательщика.

## Фотогалерея

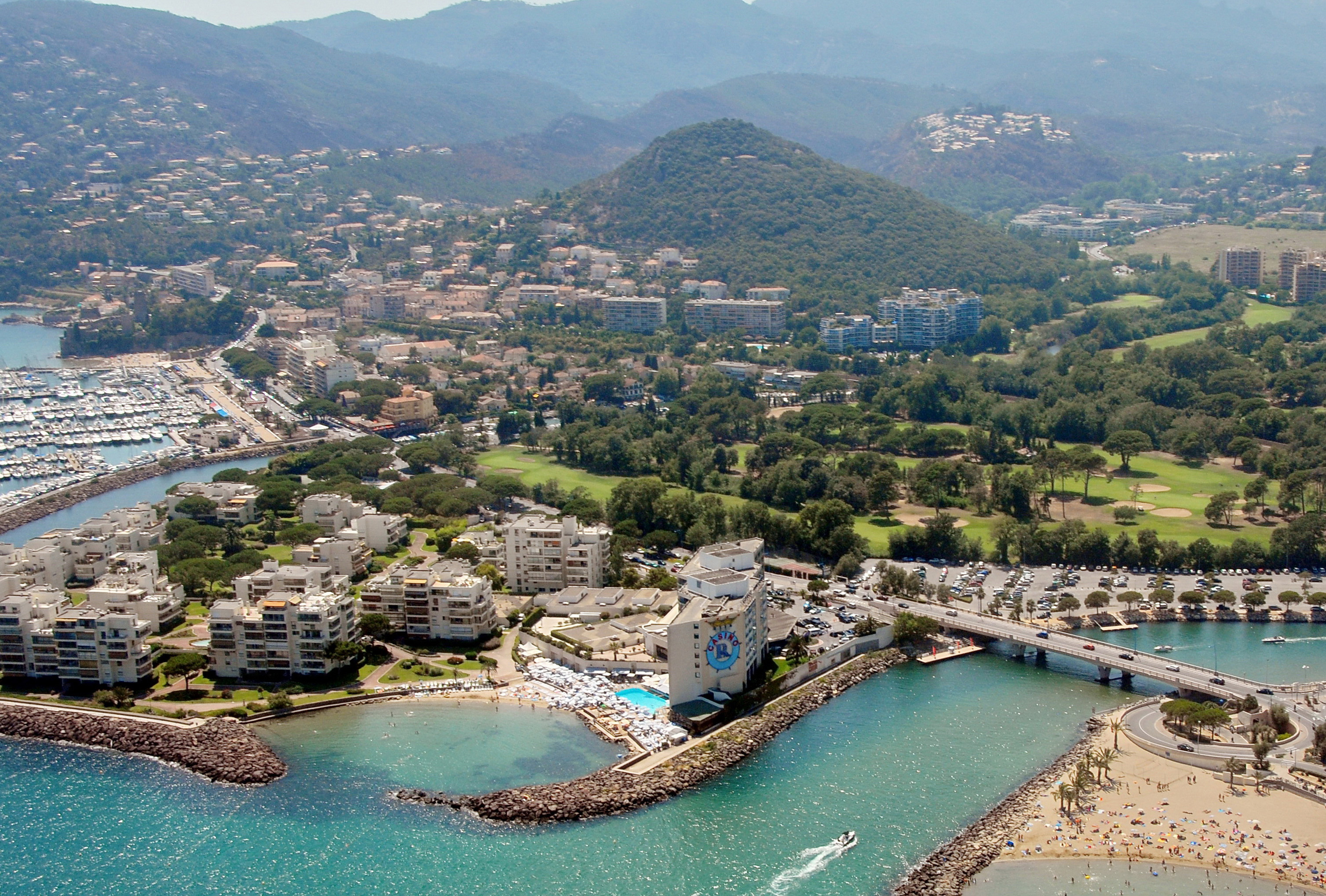
Вид с высоты птичьего полёта

## Города-побратимы
- Кран-Монтана, Швейцария, с 1993;
- Оттобрунн, Германия, с 2000;
- Империя, Италия, с 2003[11].